# Paul Kossoff
Paul Francis Kossoff (14. september 1950 – 19. marts 1976) var en engelsk guitarist, der er bedst kendt som medlem af Free.
Kossoff blev i 2003 rangeret som nr. 51 på Rolling Stones liste over "de hundrede bedste guitarister gennem tiderne".

## Baggrund
Paul havde praktiseret klassisk guitar i seks år, da han i vinteren 1965 overværede en koncert med Eric Clapton og John Mayall’s Bluesbreakers i det nordlige London. Han udtalte senere, at denne koncert ændrede hans liv; hans store ambition var at spille blues i den stil, som Clapton udøvede.

## Free
I april 1968 dannede Kossoff og hans ven, trommeslageren Simon Kirke sammen med Paul Rodgers (vokal) og Andy Fraser (bas), bandet Free. De to første albums: Tons of Sobs (1968) og Free (1969), var blues og soulinspirerede med elementer af tunge riffs, som pegede i retning af hård rock. Successen kom i 1970 med deres tredje, Fire and Water (1970), der indeholdt nr. 1 hittet "All Right Now". Bandet spillede i 1970 på Isle of Wight festivalen, til stor applaus fra både publikum og kritikere. De havde svært ved at følge op på successen, og interne problemer opløste gruppen to gange. Den gendannede gruppe nåede at udgive et livealbum Free at Last i (1972) og med ændret besætning Heartbreaker i (1973).

## Efter Free
Rodgers og Kirke dannede Bad Company, mens Kossoff udgav et solo album i 1973. Han ledsagede også John Martyn på en turné i 1975hvoraf tre af numrene er inkluderet på Martyns Live At Leeds album fra 1975. Kort efter dannede Kossoff Back Street Crawler, der nåede at udgive to albums. Endvidere spillede han guitar på en række albums med forskellige solister, bl.a. Jim Capaldi (1972), Blondel's Mulgrave Street (1974); og Uncle Dog's Old Hat (1972).

## Død
Kossoff var meget ulykkelig over splittelsen i Free, og hans stofmisbrug, som havde været medvirkende til splittelsen, eskalerede. Dette førte til en drastisk forværring af hans helbredstilstand og på en flyrejse fra Los Angeles til New York den 19. marts 1976, døde han af et hjerteanfald.

## Selektiv diskografi

### Free
- Tons of Sobs (1969)
- Free (1969)
- Fire and Water (1970)
- Highway (1970)
- Free Live!(1971) (live)
- Kossoff, Kirke, Tetsu and Rabbit (1971)
- Free at Last (1972)
- Heartbreaker (1973)

### Solo
- Back Street Crawler (1973)
- Koss (1977)

### Back Street Crawler
- The Band Plays On (1975)
- 2nd Street (1976)
- Live at Croydon Fairfield Halls 15/6/75

## Eksterne links
- Paul Kossoff på gravsted.dk
- Paul Kossoff Website